# Masyntes gundlachi
Masyntes gundlachi är en insektsart som först beskrevs av Scudder, S.H. 1875.  Masyntes gundlachi ingår i släktet Masyntes och familjen Eumastacidae. Inga underarter finns listade i Catalogue of Life.